# Icemat
Icemat var en fabrikant med speciale i fabrikation af musemåtter, men de lavede også andre former for hardware.
Forskellen i forhold til traditionelle musemåtter er, at en Icemat musemåtte er lavet af glas. Dette giver en lavere friktion for musen og er derfor populære blandt computerspillere af bl.a. Counter-Strike og lignende spil, hvor hurtig reaktion fra musen er en fordel. Icemats produceres i mange forskellige farver bl.a. rød, lilla, blå, grøn, gul, grå, hvid og sort.
Softtrading, der ejede både Icemat og SteelPad, valgte senere at lægge de to brands sammen til et navn, nemlig SteelSeries.
I samme anledning skiftede SteelSeries navnene ud på deres produkter, og den populære glas-musemåtte kom dermed til at hedde Experience.
I dag indgår ordet "icemat" ikke i nogen af SteelSeries' produktnavne og udgik derfor i en årrække. 